# Asteia ibizana
Asteia ibizana is een vliegensoort uit de familie van de Asteiidae. De wetenschappelijke naam van de soort is voor het eerst geldig gepubliceerd in 1935 door Enderlein.